# Herman Van Rompuy
Pour les articles homonymes, voir Van Rompaey.
Herman, comte Van Rompuy (/ˈɦɛɾ.mɑn vɑn ˈɾɔm.pœy̆/ ), né le 31 octobre 1947 à Etterbeek, est un homme d'État belge, ancien président du Conseil européen et du sommet de la zone euro.
Néerlandophone, il est membre du parti politique belge Christen-Democratisch en Vlaams (CD&V), dont il représente l’aile conservatrice.
Président de la Chambre des représentants de Belgique du 12 juillet 2007 au 30 décembre 2008, il est nommé par la suite Premier ministre. Il quitte son poste exécutif le 25 novembre 2009, ayant été choisi le 19 novembre 2009 par les 27 chefs d'État et de gouvernement de l'Union européenne, réunis en conseil à Bruxelles, pour devenir le premier président permanent du Conseil européen à compter du 1er janvier 2010. Le 1er mars 2012, Herman Van Rompuy est réélu par les chefs d'État et de gouvernement des 27 États membres de l'Union européenne pour un second mandat, d'une durée de deux ans et demi, du 1er juin 2012 au 30 novembre 2014.

## Biographie

### Jeunesse
Fils du professeur d'économie Victor Van Rompuy et frère aîné d'Eric Van Rompuy et de Tine Van Rompuy, Herman Achille Van Rompuy a achevé ses études secondaires au collège Saint-Jean-Berchmans de Bruxelles (humanités gréco-latines) en 1965. Bachelier (1968) en philosophie, il est licencié avec grande distinction en sciences économiques de la Katholieke Universiteit Leuven en 1971. Il y obtient également le diplôme de docteur en sciences économiques. Il est marié à Geertrui Windels, qui a été échevin et a travaillé dans plusieurs cabinets ministériels. Ils ont quatre enfants, dont les deux garçons sont aussi actifs dans la politique. Au total, cinq membres de sa famille proche font comme lui de la politique.

### Début en politique
Herman Van Rompuy débute en tant qu'attaché au service d'études de la Banque nationale (de 1972 à 1975). Entre 1973 et 1975, il est vice-président des CVP-jongeren (Jeunes CVP) et à partir de 1978 membre du bureau de parti du CVP (Christelijke Volkspartij), rebaptisé ensuite CD&V (Christen-Democratisch en Vlaams).
Il travaille ensuite dans les cabinets ministériels de Léo Tindemans (1975-1978) et Gaston Geens (1978-1980). À partir du milieu des années 1980, Herman Van Rompuy fait partie de la direction de son parti et assure de 1980 à 1988 la direction du centre d'études de celui-ci, le CEPESS. De 1982 à 1988, il enseigne à la Vlaamse Ekonomische Hogeschool van Brussel (« Haute École économique flamande de Bruxelles ») (VLEKHO) tout en étant président d'arrondissement du CVP Brussel-Halle-Vilvoorde. De 1988 à 1993, il assure la présidence nationale de son parti, le CVP, qui est alors le principal parti du gouvernement belge.
Il a participé aux négociations de formation des gouvernements de Wilfried Martens (du IIIe jusques et y compris le IXe) (1982-1988) et de Jean-Luc Dehaene (I et II) (1992-1999).
En septembre 1993, Herman Van Rompuy succède à Mieke Offeciers en tant que ministre du Budget du gouvernement fédéral belge dirigé par Jean-Luc Dehaene. Il conservera ce poste, après les élections de 1995, et ce jusqu'en 1999 et la défaite de son parti aux élections. Il est aussi vice-premier ministre du gouvernement pendant cette période. En tant que ministre du Budget, il parvient, en six ans, à réduire fortement le déficit budgétaire belge[réf. nécessaire].
La carrière ministérielle de Herman Van Rompuy s'interrompt à la suite de la lourde défaite électorale de son parti en juin 1999 (due entre autres à la crise de la dioxine) qui envoie le CVP dans l'opposition.
Il reste alors membre de la Chambre des représentants. Il fut l'auteur, avec d'autres parlementaires flamands, du recours devant la Cour Constitutionnelle contre la loi électorale de 2002, recours qui fut la source de la problématique de l'arrondissement de "Bruxelles-Hal-Vilvorde" et de la grave crise politique que la Belgique connut en 2007 et 2008.
En 2004, il est nommé ministre d'État.
Pendant les deux premiers gouvernements Verhofstadt (1999-2007), Herman Van Rompuy est présent dans le cyberespace via son blog grâce auquel, selon ses propres dires, il a survécu ; il écrit nombre de haïkus.
Le 12 juillet 2007, il est élu président de la Chambre des représentants.
Il a été membre actif de l'équipe de négociateurs du CD&V pour la formation difficile d'un nouveau gouvernement ; le roi Albert le nomme « explorateur » (verkenner en néerlandais), du 29 août au 29 septembre 2007, puis « conciliateur » le mois suivant, pour tenter de sortir de l'impasse la formation du gouvernement. Ces négociations déboucheront sur la formation du Gouvernement intérimaire Verhofstadt III, puis, quelques mois plus tard, à la mise en place du gouvernement Leterme I.

### Premier ministre
Le 28 décembre 2008, il est désigné comme formateur par le roi Albert II, afin d'aboutir à la mise en place d'un gouvernement pouvant succéder à celui d'Yves Leterme, démissionnaire à la suite de l'affaire Fortis.
Le 30 décembre 2008, après s'être entretenu avec les présidents de partis de l'ancienne majorité (CD&V et Open VLD côté néerlandophone, cdH, MR et PS côté francophone), Herman Van Rompuy trouve finalement un accord sur la composition du futur gouvernement. La prestation de serment de ce gouvernement, dont il est le Premier Ministre, a lieu le jour-même au château de Laeken.
Le 31 décembre 2008, le Premier ministre Van Rompuy présente sa déclaration de politique générale devant la Chambre des représentants et le Sénat. Le 2 janvier 2009, la Chambre des représentants vote la confiance au gouvernement Van Rompuy, majorité contre opposition.
Le 17 juillet 2009, à la suite de la mise en place des nouveaux gouvernements dans les entités fédérées et au départ de Karel De Gucht à la Commission européenne, Herman Van Rompuy doit effectuer un important remaniement ministériel.

### Président du Conseil européen
La presse belge le cite comme l'un des favoris sollicités par les chefs d'État et de gouvernement de l'Union européenne pour devenir le premier président du Conseil européen permanent, et évoque les problèmes de gouvernement que son départ poserait à la Belgique, en proie à une crise politique persistante. « L'horloger des compromis impossibles » est nommé le 19 novembre 2009 au poste de premier président permanent, en même temps que les deux autres titulaires des nouveaux postes créés par l'Union : le haut représentant aux affaires étrangères (Catherine Ashton) et le secrétaire général du Conseil de l'Union européenne (Pierre de Boissieu). Seul candidat à sa succession, il a été reconduit à son poste le 1er mars 2012 à l'unanimité, en pleine crise de la dette,. Il présidera également les Sommets de la zone euro. Le 25 février 2010, peu après sa nomination, il avait déjà déclaré, devant le Collège d'Europe de Bruges, que le Conseil européen avait vocation à devenir « le gouvernement économique de l'Union ».
Le 11 novembre 2009, Mario Borghezio, député européen italien (Ligue du Nord), avait évoqué la possibilité que les candidats aux postes de président et ministre des Affaires étrangères, comme Jan Peter Balkenende, David Miliband, Herman Van Rompuy parmi d'autres, pourraient être ceux des « groupes occultes » Bilderberg et Trilatérale et non simplement ceux des forces politiques des pays. La veille, Herman Van Rompuy s'était rendu au Château de Val Duchesse pour une réunion du Groupe Bilderberg où il donna, dans un discours, sa vision quant à la gouvernance de l'Europe. Il y exprimait l'idée selon laquelle l'Europe devrait être fédéraliste à l'image des États-Unis, et devrait pouvoir prélever un impôt au niveau européen.
Son mandat de président du Conseil européen commence théoriquement le 1er décembre 2009, date d'entrée en vigueur du traité de Lisbonne. Selon ce traité, le président permanent ne peut assumer de mandat national le temps de sa présidence. Herman Van Rompuy quitte donc son poste de Premier ministre le 25 novembre 2009. Exceptionnellement, de manière à permettre au Premier ministre suédois (président tournant du Conseil européen jusqu'au 31 décembre 2009) de terminer son mandat, Herman Van Rompuy a commencé son mandat le 1er janvier 2010. Lors de sa première apparition au parlement européen, le Britannique Nigel Farage crée le scandale en l'interpellant de cette manière : « Je ne veux pas être impoli, mais vraiment, vous avez le charisme d'une serpillière humide et l'apparence d'un petit employé de banque » ... « Qui êtes-vous ? Je n'avais jamais entendu parler de vous, personne en Europe n'avait jamais entendu parler de vous », a-t-il poursuivi, ajoutant : « Vous venez de Belgique, qui est plutôt un non-pays. ».
Seul candidat à sa succession, il a été reconduit à son poste le 1er mars 2012 à l'unanimité,. Son second mandat durera deux ans et demi, du 1er juin 2012 au 30 novembre 2014. Il ne pourra être par la suite être réélu à cette fonction, car le mandat de Président du Conseil européen ne peut être renouvelé qu'une fois.
Herman Van Rompuy a par ailleurs été nommé président du Sommet de la zone euro, pour une durée identique à celle de son mandat de président du Conseil européen. Les réunions du Sommet de la zone euro ont lieu deux fois par an.

## Détail des mandats et fonctions
- Sénateur (1988-1995)
- Secrétaire d'État aux Finances et aux Petites et Moyennes Entreprises (1988)
- Président national du CVP (1988-1993)
- Vice-Premier ministre et ministre du Budget (1993-1999)
- Député fédéral (1995-2008)
- Président de la Chambre des représentants (2007-2008)
- Premier ministre (2008-2009)
- Président du Conseil européen (2010-2014)
- Président du Centre international de formation européenne (depuis 2018)

## Titulature
- Depuis le 17 juillet 2015 : comte Herman Van Rompuy

## Décorations et distinctions

### Décorations
- Grand-cordon de l'ordre de Léopold (2009)
- Collier du Mérite européen (Luxembourg, 25 novembre 2010)
- Grand officier de la Légion d'honneur (décembre 2011)
- Grand-croix de l'ordre de l'Étoile de Roumanie
- Grand-croix de l'ordre d'Orange-Nassau

### Distinctions
- Docteur honoris causa de l'Université catholique de Louvain (2 février 2010)
- Prix BeNeLux-Europa, Breda (12 juin 2010)
- Harvard Leadership Prize, Bruxelles (8 septembre 2010)
- Prix du Nueva Economía Fórum, Madrid (10 décembre 2010)
- Docteur honoris causa de l'université de Kobé (4 mars 2011)
- Docteur honoris causa de l'université de Gand (18 mars 2011)
- Gouden Penning (médaille d'or) de l'Académie royale flamande de Belgique des sciences et des arts (Bruxelles, le 14 janvier 2012)
- Sénateur honoraire e meritu et honoris causa du Beweging voor de Verenigde Staten van Europa (BVSE) reconnu par le Centre d'action européenne fédéraliste (AEF) - Anvers, 5 février 2012
- Prix Charlemagne 2014 de l'unification européenne - Aix-la-Chapelle, décembre 2013
- Docteur honoris causa de l'université CEU San Pablo de Madrid (décembre 2013)[19]

## Prise de position à propos de la Turquie
Dès l'annonce de la nomination de Herman Van Rompuy comme premier président permanent du Conseil européen, de multiples réactions fusent dans la presse internationale. Beaucoup évoquent une prise de position de décembre 2004 contre l'entrée de la Turquie dans l'Union européenne et en isolent l'opposition entre christianisme et valeurs musulmanes, sans toutefois citer de sources précises ni tenir compte du contexte de l'époque (processus de ratification de la constitution européenne).

## Publications
- (nl) Op de kentering der tijden : Getuigenis van een dertiger, Tielt, Lannoo, 1979, 112 p. (ISBN 90-209-0788-3)
- (nl) Hopen na 1984, Louvain, Davidsfonds, 1985, 102 p. (ISBN 90-6152-194-7)
- (nl) Het christendom, een moderne gedachte, Louvain, Davidsfonds, 1990, 113 p. (ISBN 90-6152-584-5)
- Nos défis économiques et sociaux : L’Europe, l’emploi et le vieillissement : bilan et perspectives, Bruxelles, Société royale d’économie politique de Belgique, 1997, 19 p. (ISBN 2-87306-070-0)
- (nl) Vernieuwing in hoofd en hart : Een tegendraadse visie, Louvain, Davidsfonds, 1998, 91 p. (ISBN 90-6152-688-4)
- (nl) De binnenkant op een kier : Avonden zonder politiek, Tielt, Lannoo, 2000, 165 p. (ISBN 978-90-209-4002-2)
- (nl) Dagboek van een vijftiger, Louvain, Davidsfonds, 2004, 195 p. (ISBN 90-5826-301-0)
- (nl) Op zoek naar wijsheid, Louvain, Davidsfonds, 2007, 96 p. (ISBN 978-90-5826-454-1)

## Divers
Herman Van Rompuy est cité à deux reprises dans l'album de bande dessinée De Roos van Sakhti de Marc Sleen : une première fois lorsque Jean-Luc Dehaene pose une question à son sujet (Pourra-t-il soigner la maladie de Midas pour que la dette de l'état puisse être réglée ?), une seconde fois lorsque Van Rompuy est représenté, avec une tirelire, dans la baraque à frites que fréquente Néron.
Fait original et moins connu, il est aussi amateur de haïku, dont il a publié un recueil présenté à la presse en avril 2010. À la suite de sa rencontre avec le président Obama, il avait notamment écrit : Absent deux jours/un monde qui a changé/le verger en fleurs.

## Controverse
Herman Van Rompuy s'est attiré les foudres d'une partie de l'opinion publique belge[réf. nécessaire] après que Jean Quatremer, un journaliste de Libération, a dénoncé sur son blog la publication en 2007 d'un poème du collaborateur nazi flamand condamné par contumace Cyriel Verschaeve. L'homme politique a ensuite retiré le poème incriminé et assuré qu'il aimait « ce poème, insistant sur le fait que ce texte sans connotation idéologique avait été écrit in tempore non suspecto, en 1909 » soit bien avant la période de collaboration de l'auteur.